# Stictolampra melancholica
Stictolampra melancholica är en kackerlacksart som beskrevs av Bei-Bienko 1954. Stictolampra melancholica ingår i släktet Stictolampra och familjen jättekackerlackor. Inga underarter finns listade i Catalogue of Life.